# Spitalkirche zur Schmerzhaften Muttergottes (Lichtenfels)

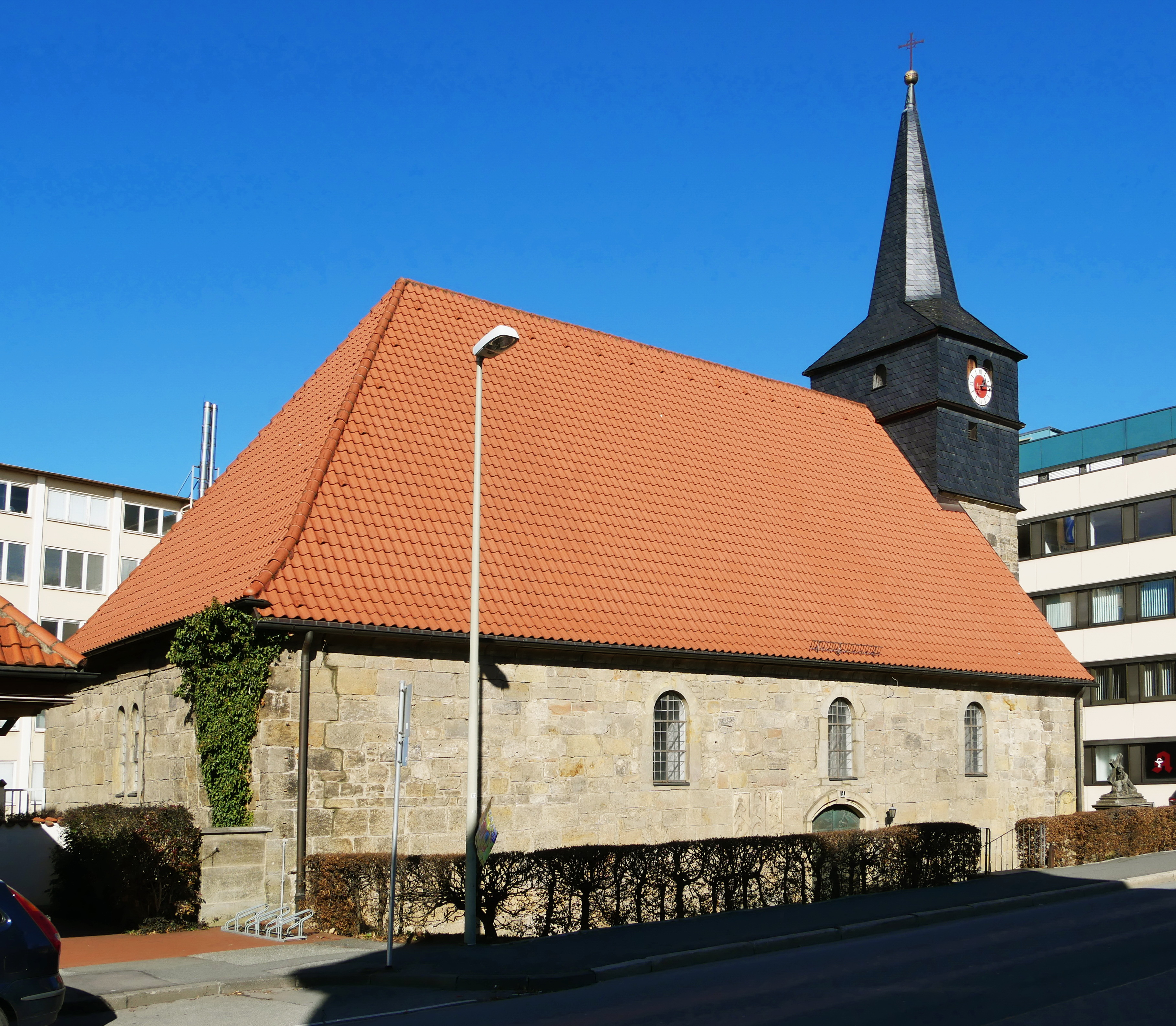
Spitalkirche zur Schmerzhaften Muttergottes (Lichtenfels)

Die römisch-katholische, denkmalgeschützte Spitalkirche zur Schmerzhaften Muttergottes steht in Lichtenfels, der Kreisstadt im Landkreis Lichtenfels (Oberfranken, Bayern). Die unteren Teile des Baus stammen aus dem 14. Jahrhundert. Die Kirche gehört zur Pfarrei Unsere Liebe Frau im Seelsorgebereich Lichtenfels-Obermain des Dekanats Coburg im Erzbistum Bamberg.

## Beschreibung
Die Spitalkirche geht auf eine Stiftung aus dem Jahre 1390 zurück. Sie wurde im Dreißigjährigen Krieg schwer beschädigt. Beim Wiederaufbau 1653 wurden die Wände des Langhauses erhöht. Gleichzeitig wurde der Kirchturm an der Ostseite um zwei verschieferte Geschosse aufgestockt und mit einem achtseitigen Knickhelm bedeckt. Im Jahr 1774 erfolgte eine Erneuerung des Turmobergeschosses und die Beseitigung des Westgiebels.
Der Innenraum zu drei Achsen ist mit einer Flachdecke überspannt. Der Altar wurde 1717 gebaut, die Kanzel bereits 1665 aufgestellt. Die übrige Kirchenausstattung stammt aus dem frühen 18. Jahrhundert. In den 1970er Jahren wurde von Hubert Weber die Altarwand mit dem Auferstandenen gestaltet.